# Slag bij Estepona
De Slag bij Estepona was een zeeslag die plaatsvond aan het einde van de maand juni in het jaar 1342 tussen de vloot van de Kroon van Aragon, onder bevel van admiraal Pere de Montcada, tegen de vloot van het Meriniden-sultanaat. De strijd vond plaats in de baai van Estepona in de Straat van Gibraltar en resulteerde in een Aragonese overwinning en de aftocht van de Meriniden-vloot.

## Het gevecht
De Aragonese vloot, bestaande uit 10 schepen, had op 23 juni 1342 Valencia verlaten om zich aan te sluiten bij de vloot van de Kroon van Castilië in de Straat van Gibraltar in overeenstemming met het Verdrag van Madrid. In de wateren van de baai van Estepona stuitte de Aragonese vloot op 13 galeien van de Meriniden en voerde een actie tegen hen uit. De Aragonese vloot was in staat om 4 galeien te veroveren, en twee schepen van de Meriniden, beladen met tarwe, te laten stranden. Zeven schepen wisten te ontsnappen.
Deze zeeoverwinning, samen met de veldslagen van Bullones, Algeciras en Guadalmesí, maakten deel uit van de campagne die uiteindelijk leidde tot het beleg van Algeciras.